# 伊基布魯爾區

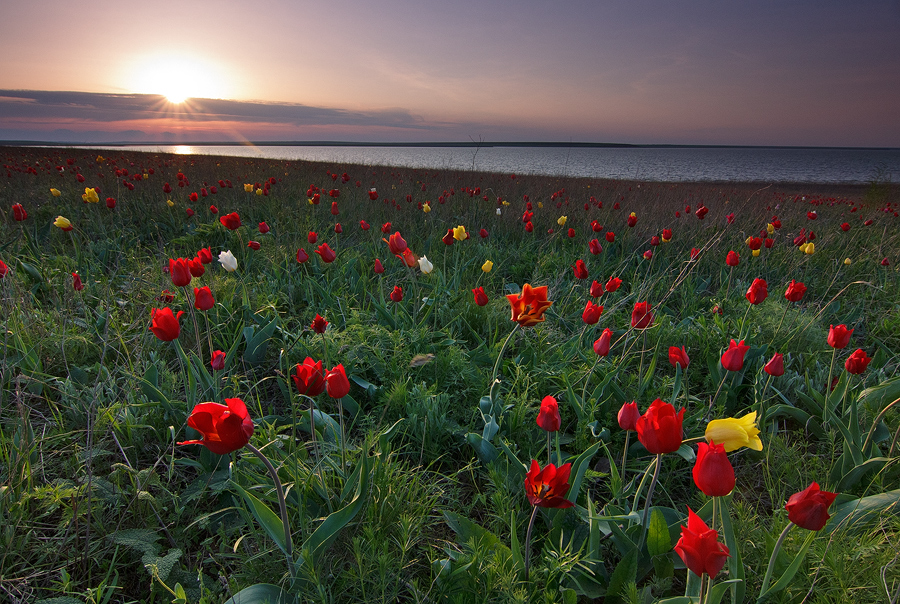

45°49′N 44°38′E / 45.817°N 44.633°E
伊基布魯爾區（俄语：Ики-Бурульский район），是俄羅斯的一個區，位於該國西南部，由卡爾梅克共和國負責管轄，始建於1965年，面積6,363.3平方公里，2010年人口11,424，人口密度每平方公里1.8人。